# Торе Сан Ђовани (Лече)
Торе Сан Ђовани (итал. Torre San Giovanni) је насеље у Италији у округу Лече, региону Апулија.
Према процени из 2011. у насељу је живело 1259 становника. Насеље се налази на надморској висини од 1 м.